# Saint-Laurent-de-la-Barrière
Saint-Laurent-de-la-Barrière è un comune francese di 97 abitanti situato nel dipartimento della Charente Marittima nella regione della Nuova Aquitania.

## Società

### Evoluzione demografica
Abitanti censiti